# 愛知県の灯台一覧
愛知県の灯台一覧（あいちけんのとうだいいちらん）は、愛知県にある灯台及び、照射灯、灯標、等をまとめた一覧である。

## 灯台
- 伊良湖岬灯台 愛知県田原市（伊良湖岬）

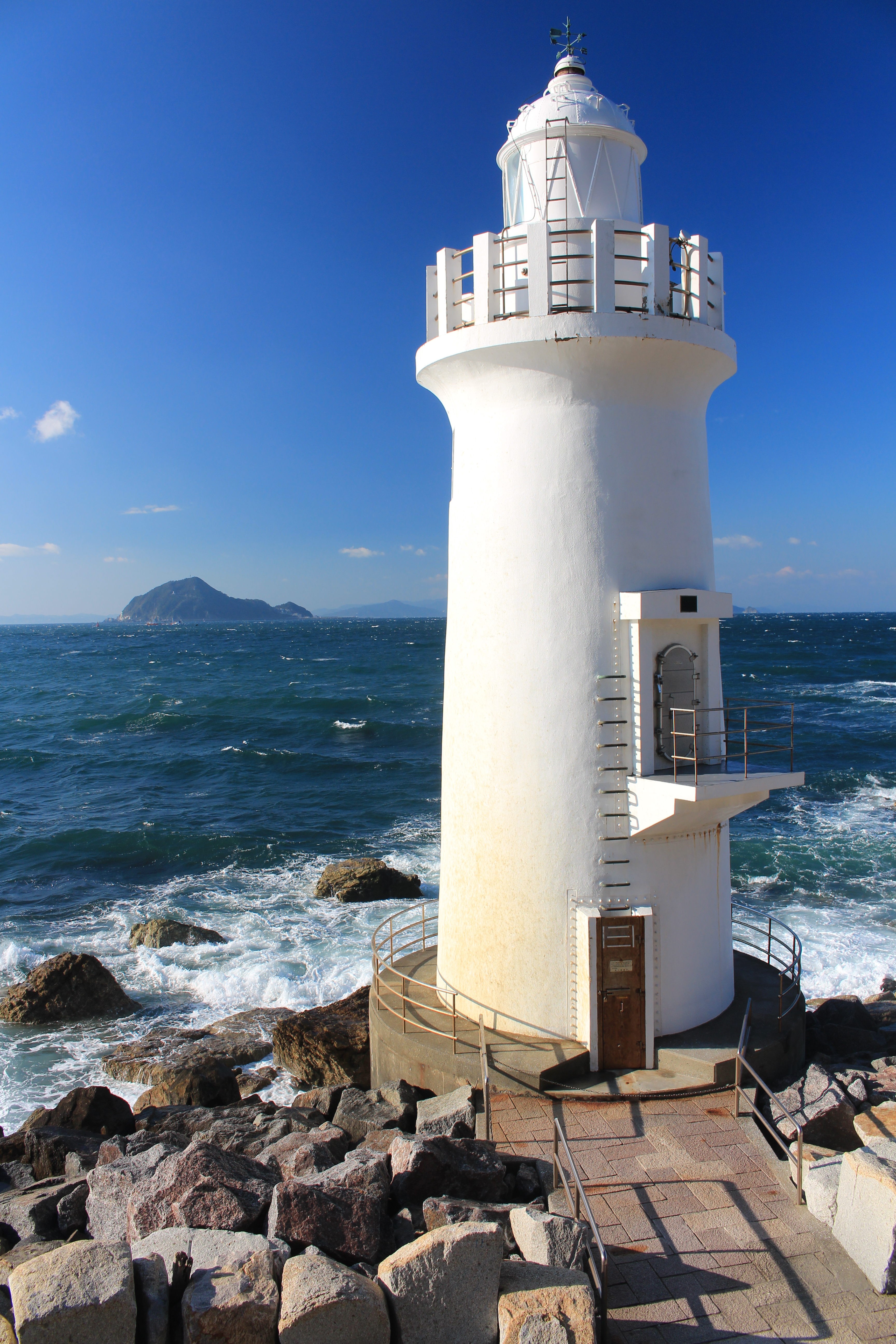
伊良湖岬灯台（渥美半島の西端、田原市伊良湖岬）

- 衣浦港中央ふとう西灯台 愛知県衣浦港（中央ふ頭（西）外端）
- 衣浦港武豊灯台 愛知県衣浦港（衣浦港西防波堤灯台の北北西方約2.9キロメートル）
- 栄生灯台 愛知県西尾市（生田鼻の北北西方約5.8キロメートル）
- 橋田鼻灯台 愛知県蒲郡市（橋田鼻）
- 波ヶ埼灯台 愛知県西尾市（佐久島波ヶ埼）
- 尾張野島灯台 愛知県知多郡南知多町（野島）
- 毛無島灯台 愛知県西尾市（毛無島）
- 野間埼灯台 愛知県知多郡美浜町（野間埼）
- 立馬埼灯台 愛知県田原市（立馬埼）

## 防波堤灯台
- 伊良湖港防波堤灯台 愛知県伊良湖港（防波堤外端）
- 衣浦港一色南防波堤灯台 愛知県衣浦港（一色南防波堤外端）
- 衣浦港西防波堤灯台 愛知県衣浦港（西防波堤外端）
- 衣浦港半田防波堤灯台 愛知県衣浦港（半田防波堤外端）
- 一色港西防波堤灯台 愛知県一色港（西防波堤外端）
- 河和漁港南防波堤灯台 愛知県知多郡南知多町（河和漁港南防波堤外端）
- 河和港中防波堤灯台 愛知県知多郡美浜町（河和港中防波堤外端）
- 河和港南防波堤灯台 愛知県知多郡美浜町（河和港南防波堤外端）
- 蒲郡港三谷東防波堤灯台 愛知県蒲郡港（蒲郡ヨットハーバー東防波堤外端）
- 苅屋港南防波堤灯台 愛知県常滑市（苅屋港南防波堤外端）
- 鬼崎港蒲池北防波堤灯台 愛知県常滑市（鬼崎港蒲池北防波堤外端）
- 鬼崎港北防波堤灯台 愛知県常滑市（鬼崎港北防波堤外端）
- 吉田港豊岡東防波堤灯台 愛知県吉田港（豊岡東防波堤外端）
- 吉良宮崎港沖防波堤東灯台 愛知県西尾市（宮崎港沖防波堤東端）
- 形原港南防波堤灯台 愛知県蒲郡港（形原港南防波堤外端）
- 佐久島港太井ノ浦防波堤灯台 愛知県西尾市（佐久島港太井ノ浦防波堤外端）
- 三河宮崎港沖防波堤東灯台 愛知県西尾市（宮崎港沖防波堤東端）
- 三河港ラグナマリーナ海陽西防波堤灯台 愛知県三河港（海陽西防波堤外端）
- 三河港海陽ヨットハーバー西防波堤灯台 愛知県三河港（海陽ヨットハーバー西防波堤外端）
- 三河港蒲郡ヨットハーバー東防波堤灯台 愛知県三河港（蒲郡ヨットハーバー東防波堤外端）
- 三河港蒲郡東防波堤西灯台 愛知県三河港（蒲郡東防波堤西端）
- 三河港形原東防波堤南灯台 愛知県三河港（形原東防波堤南端）
- 三河港形原南防波堤灯台 愛知県三河港（形原南防波堤外端）
- 三河港三谷南防波堤西灯台 愛知県三河港（三谷南防波堤西端）
- 三河港三谷南防波堤東灯台 愛知県三河港（三谷南防波堤東端）
- 三河港神野南防波堤灯台 愛知県三河港（神野南防波堤外端）
- 三河港神野北防波堤灯台 愛知県三河港（神野北防波堤南端）
- 三河港神野北防波堤南灯台 愛知県三河港（神野北防波堤南端）
- 三河港大崎防波堤灯台 愛知県三河港（大崎防波堤外端）
- 三河港大塚ヨットハーバー西防波堤灯台 愛知県蒲郡市（三河港大塚ヨットハーバー西防波堤外端）
- 三河港姫島東防波堤灯台 愛知県三河港（姫島東防波堤外端）
- 三河姫島漁港西防波堤灯台 愛知県三河港（姫島漁港西防波堤外端）
- 三河福江港古田防波堤灯台 愛知県福江港（古田防波堤外端）
- 三河福江港向山北防波堤灯台 愛知県福江港（向山北防波堤外端）
- 三河福江港小中山東防波堤北灯台 愛知県福江港（小中山東防波堤北端）
- 三谷港南防波堤西灯台 愛知県三谷港（南防波堤西端）
- 三谷港南防波堤東灯台 愛知県三谷港（南防波堤東端）
- 師崎港沖防波堤東灯台 愛知県師崎港（沖防波堤東端）
- 師崎港南防波堤灯台 愛知県師崎港（南防波堤外端）
- 師崎港片名沖防波堤南灯台 愛知県師崎港（片名沖防波堤南端）
- 師崎港片名第一防波堤灯台 愛知県師崎港（片名第一防波堤先端）
- 師崎港林崎内防波堤灯台 愛知県知多郡南知多町（師崎港内防波堤外端）
- 篠島港沖防波堤北灯台 愛知県篠島港（沖防波堤北端）
- 篠島港西防波堤灯台 愛知県篠島港（西防波堤外端）
- 小鈴谷港大谷北防波堤灯台 愛知県常滑市（小鈴谷港大谷北防波堤外端）
- 小鈴谷港北防波堤灯台 愛知県常滑市（小鈴谷港北防波堤外端）
- 常滑港りんくう地区南防波堤灯台 愛知県常滑港（りんくう地区南防波堤外端）
- 常滑港西防波堤灯台 愛知県常滑港（西防波堤外端）
- 常滑港南防波堤灯台 愛知県常滑港（南防波堤外端）
- 西幡豆港寺部南防波堤灯台 愛知県西尾市（西幡豆港寺部南防波堤外端）
- 西幡豆港鳥羽沖防波堤東灯台 愛知県西尾市（西幡豆港鳥羽沖防波堤東端）
- 西幡豆港鳥羽東防波堤灯台 愛知県西尾市（西幡豆港東防波堤外端）
- 西幡豆港南防波堤灯台 愛知県西尾市（西幡豆港南防波堤外端）
- 赤羽根港東防波堤灯台 愛知県田原市（赤羽根港東防波堤外端）
- 泉港西防波堤灯台 愛知県泉港（西防波堤外端）
- 泉港東防波堤灯台 愛知県泉港（東防波堤外端）
- 倉舞港沖防波堤西灯台 愛知県蒲郡市（倉舞港沖防波堤西端）
- 大井港第1号防波堤灯台 愛知県師崎港（大井港第1号防波堤外端）
- 大井港第3号防波堤灯台 愛知県師崎港（大井港第3号防波堤外端）
- 大井港第4号防波堤灯台 愛知県師崎港（大井港第4号防波堤外端）
- 大井港第4号防波堤南方照射灯 愛知県師崎港（大井港第4号防波堤灯台）
- 大野港北防波堤灯台 愛知県常滑市（大野港北防波堤外端）
- 知柄港沖防波堤灯台 愛知県蒲郡市（知柄港沖防波堤北端）
- 知柄港沖防波堤北灯台 愛知県蒲郡市（知柄港沖防波堤北端）
- 知柄港北防波堤灯台 愛知県蒲郡市（知柄港北防波堤外端）
- 田原港東防波堤灯台 愛知県田原港（東防波堤外端）
- 田原港姫島西防波堤灯台 愛知県田原港（西防波堤外端）
- 東幡豆港桑畑船だまり防波堤灯台 愛知県東幡豆港（桑畑船溜防波堤外端）
- 東幡豆港桑畑南防波堤灯台 愛知県東幡豆港（桑畑南防波堤外端）
- 東幡豆港洲崎南防波堤外灯台 愛知県東幡豆港（洲崎南防波堤外端）
- 東幡豆港洲崎南防波堤灯台 愛知県東幡豆港（洲崎南防波堤外端）
- 東幡豆港正面防波堤西灯台 愛知県東幡豆港（正面防波堤西端）
- 東幡豆港正面防波堤東灯台 愛知県東幡豆港（正面防波堤東端）
- 東幡豆港中柴南防波堤灯台 愛知県東幡豆港（中柴南防波堤外端）
- 内海港南防波堤灯台 愛知県知多郡南知多町（内海港南防波堤外端）
- 日間賀港第12号防波堤西灯台 愛知県知多郡南知多町（日間賀港第12号防波堤西端）
- 日間賀港第19号防波堤西灯台 愛知県知多郡南知多町（日間賀港第19号防波堤西端）
- 日間賀港第6号防波堤灯台 愛知県知多郡南知多町（日間賀港第6号防波堤外端）
- 福江港向山北防波堤灯台 愛知県福江港（向山北防波堤外端）
- 豊橋港神野北防波堤南灯台 愛知県豊橋港（神野北防波堤南端）
- 豊橋港大崎防波堤灯台 愛知県豊橋港（大崎防波堤外端）
- 豊浜港西防波堤灯台 愛知県豊浜港（西防波堤外端）
- 豊浜港中洲沖防波堤西灯台 愛知県豊浜港（中洲沖防波堤西端）
- 豊浜港中洲西防波堤灯台 愛知県豊浜港（豊浜港中洲西防波堤外端）
- 豊浜港南防波堤灯台 愛知県豊浜港（南防波堤外端）
- 名古屋港高潮防波堤中央堤西灯台 愛知県名古屋港第4区（高潮防波堤中央堤西端）
- 名古屋港高潮防波堤中央堤東灯台 愛知県名古屋港第4区（高潮防波堤中央堤東端）

## 灯標
- 中山水道開発保全航路第2号灯標 尾張野島灯台（愛知県知多郡南知多町）の南南西方約4.5キロメートル
- 中山水道開発保全航路第1号灯標 尾張野島灯台（愛知県知多郡南知多町）の南西方約4.3キロメートル
- 中山水道開発保全航路第4号灯標 尾張野島灯台（愛知県知多郡南知多町）の南方約2.1キロメートル
- 中山水道開発保全航路第3号灯標 尾張野島灯台（愛知県知多郡南知多町）の南南西方約1.6キロメートル
- 羽島灯標 愛知県知多郡南知多町（羽島）
- 下瀬礁灯標 愛知県知多郡南知多町（下瀬礁）
- 沖ノ島灯標 愛知県師崎港（沖ノ島）
- 角石灯標 愛知県知多郡南知多町（角石）
- 佐久島南方灯標 立馬埼灯台（愛知県田原市）の北北西方約6.1キロメートル
- 尾張大磯灯標 波ケ埼灯台（愛知県西尾市）の南南西方約1.9キロメートル
- 佐久島港太井ノ浦灯標 愛知県西尾市（佐久島港太井ノ浦防波堤灯台の南西方約650メートル）
- 大井港口灯標 愛知県師崎港内（鳶ケ崎の南東方約230メートル）
- 三河港大塚帆走区域A灯標 愛知県三河港（三河港三谷南防波堤東灯台の南方約4.3キロメートル）
- 中島灯標 愛知県西尾市（中島）
- 悪波灯標 梶島（愛知県西尾市）の北方約1.2キロメートル
- 吉田港灯標 愛知県吉田港（中島灯標の西北西方約1.7キロメートル）
- セントレアタンカールート第1号灯標 常滑港南防波堤灯台（愛知県常滑市）の南方約5.9キロメートル
- セントレアタンカールート第3号灯標 常滑港南防波堤灯台（愛知県常滑市）の南方約4.8キロメートル
- セントレアタンカールート第4号灯標 常滑港南防波堤灯台（愛知県常滑市）の南方約4.8キロメートル
- 伊勢湾灯標 愛知県名古屋港第5区内（大野港北防波堤灯台の西北西方約2.7キロメートル）
- 名古屋港東航路第2号灯標 愛知県名古屋港第6区（伊勢湾灯標の北方約1.6キロメートル）
- 名古屋港東航路第4号灯標 愛知県名古屋港第5区（名古屋港高潮防波堤中央堤東灯台の南南西方約3.8キロメートル）
- 名古屋港東航路第3号灯標 愛知県名古屋港第6区（名古屋港高潮防波堤中央堤東灯台の南南西方約3.8キロメートル）
- 名古屋港西航路第2号灯標 愛知県名古屋港第6区（名古屋港高潮防波堤中央堤西灯台の南西方約4.3キロメートル）
- 名古屋港西航路第1号灯標 愛知県名古屋港第6区（名古屋港高潮防波堤中央堤西灯台の南西方約4.3キロメートル）
- 名古屋港東航路第6号灯標 愛知県名古屋港第5区（名古屋港高潮防波堤中央堤東灯台の南南西方約1.7キロメートル）
- 名古屋港東航路第5号灯標 愛知県名古屋港第6区（名古屋港高潮防波堤中央堤東灯台の南南西方約1.9キロメートル）
- 五港建名古屋港第3ポートアイランドD仮設灯標 愛知県名古屋港第6区内（名古屋港高潮防波堤中央堤東灯台の西南西方約810メートル）
- 名古屋港東航路第8号灯標 愛知県名古屋港第5区（名古屋港高潮防波堤中央堤東灯台の南東方約600メートル）
- 五港建名古屋港第3ポートアイランドC仮設灯標 愛知県名古屋港第6区内（名古屋港高潮防波堤中央堤東灯台の西方約450メートル）
- 名古屋港西航路第4号灯標 愛知県名古屋港第6区（名古屋港高潮防波堤中央堤西灯台の南西方約2.1キロメートル）
- 名古屋港西航路第3号灯標 愛知県名古屋港第6区（名古屋港高潮防波堤中央堤西灯台の南西方約2.1キロメートル）
- 名古屋港東航路第7号灯標 愛知県名古屋港第4区（名古屋港高潮防波堤中央堤東灯台の南東方約110メートル）
- 五港建名古屋港第3ポートアイランドA仮設灯標 愛知県名古屋港第6区内（名古屋港高潮防波堤中央堤西灯台の南南西方約780メートル）
- 名古屋港東航路第10号灯標 愛知県名古屋港第3区（名古屋港高潮防波堤中央堤東灯台の東北東方約1.1キロメートル）
- 五港建名古屋港第3ポートアイランドB仮設灯標 愛知県名古屋港第6区内（名古屋港高潮防波堤中央堤西灯台の南方約340メートル）
- 名古屋港西航路第5号灯標 愛知県名古屋港第4区（名古屋港高潮防波堤中央堤西灯台の北西方約420メートル）
- 名古屋港東航路第11号灯標 愛知県名古屋港第4区（名古屋港高潮防波堤中央堤東灯台の北東方約2.1キロメートル）
- 名古屋港東航路第12号灯標 愛知県名古屋港第3区（名古屋港高潮防波堤中央堤東灯台の北東方約2.7キロメートル）
- 名古屋港西航路第8号灯標 愛知県名古屋港第4区（名古屋港高潮防波堤中央堤西灯台の北東方約990メートル）
- 名古屋港西航路第10号灯標 愛知県名古屋港第4区（名古屋港高潮防波堤中央堤西灯台の北東方約1.4キロメートル）
- 名古屋港西航路第12号灯標 愛知県名古屋港第4区（名古屋港高潮防波堤中央堤西灯台の東北東方約2.2キロメートル）
- 名古屋港西航路第14号灯標 愛知県名古屋港第4区（名古屋港高潮防波堤中央堤東灯台の北北東方約2.6キロメートル）
- 名古屋港西航路第9号灯標 愛知県名古屋港第4区（名古屋港高潮防波堤中央堤西灯台の北北東方約1.6キロメートル）
- 名古屋港飛島ふ頭南灯標 愛知県名古屋港第4区（名古屋港高潮防波堤中央堤西灯台の北東方約2.3キロメートル）
- 名古屋中央大橋西塔水路中央1号灯標 愛知県名古屋港内（金城信号所の北北東方約2.2キロメートル）

## 灯浮標
- トーガ瀬北灯浮標 伊勢湾灯標（愛知県名古屋港第5区）の南方約4.8キロメートル
- トーノ瀬灯浮標 立馬埼灯台（愛知県田原市）の西南西方約5.2キロメートル
- 伊勢湾第3号灯浮標 伊良湖岬灯台（愛知県田原市）の西北西方約4.2キロメートル
- 伊勢湾第4号灯浮標 野間埼灯台（愛知県知多郡美浜町）の南西方約8.0キロメートル
- 伊勢湾第5号灯浮標 野間埼灯台（愛知県知多郡美浜町）の北西方約8.5キロメートル
- 伊勢湾第6号灯浮標 伊勢湾灯標(愛知県名古屋港内)の西南西方約2.6キロメートル
- 伊良湖水道航路第2号灯浮標 伊良湖岬灯台（愛知県田原市）の南方約2.6キロメートル
- 衣浦港3号地沖仮設A灯浮標 愛知県衣浦港（衣浦港西防波堤灯台の北西方約1.0キロメートル）
- 衣浦港3号地沖仮設B灯浮標 愛知県衣浦港（衣浦港西防波堤灯台の北方約850メートル）
- 衣浦港3号地沖仮設C灯浮標 愛知県衣浦港（衣浦港西防波堤灯台の北方約1.8キロメートル）
- 衣浦港3号地沖廃棄物処分場建設工事区域B灯浮標 愛知県衣浦港（衣浦港西防波堤灯台の北西方約880メートル）
- 衣浦港3号地沖廃棄物処分場建設工事区域C灯浮標 愛知県衣浦港（衣浦港西防波堤灯台の北西方約720メートル）
- 衣浦港3号地沖廃棄物処分場建設工事区域K灯浮標 愛知県衣浦港（衣浦港西防波堤灯台の北北西方約2.0キロメートル）
- 衣浦港3号地沖臨海用地造成工事区域A灯浮標 愛知県衣浦港（衣浦港西防波堤灯台の北西方約1.1キロメートル）
- 衣浦港3号地沖臨海用地造成工事区域B灯浮標 愛知県衣浦港（衣浦港西防波堤灯台の北北西方約990メートル）
- 衣浦港3号地沖臨海用地造成工事区域C灯浮標 愛知県衣浦港（衣浦港西防波堤灯台の北北西方約900メートル）
- 衣浦港3号地沖臨海用地造成工事区域D灯浮標 愛知県衣浦港（衣浦港西防波堤灯台の北方約850メートル）
- 衣浦港3号地沖臨海用地造成工事区域E灯浮標 愛知県衣浦港（衣浦港西防波堤灯台の北方約1.2キロメートル）
- 衣浦港3号地沖臨海用地造成工事区域F灯浮標 愛知県衣浦港（衣浦港西防波堤灯台の北方約1.5キロメートル）
- 衣浦港3号地沖臨海用地造成工事区域G灯浮標 愛知県衣浦港（衣浦港西防波堤灯台の北方約1.8キロメートル）
- 衣浦港3号地沖臨海用地造成工事区域H灯浮標 愛知県衣浦港（衣浦港西防波堤灯台の北北西方約2.0キロメートル）
- 衣浦港3号地沖臨海用地造成工事区域I灯浮標 愛知県衣浦港（衣浦港西防波堤灯台の北北西方約2.2キロメートル）
- 衣浦港沖灯浮標 衣浦港西防波堤灯台（愛知県知多郡武豊町）の南方約2.6キロメートル
- 衣浦港口灯浮標 愛知県衣浦港（衣浦港西防波堤灯台の南南東方約1.9キロメートル）
- 衣浦港第1号灯浮標 愛知県衣浦港（衣浦港武豊灯台の南南東方約1.8キロメートル）
- 衣浦港第2号灯浮標 愛知県衣浦港内（衣浦港武豊灯台の南東方約1.9キロメートル）
- 衣浦港第3号灯浮標 愛知県衣浦港（衣浦港武豊灯台の東方約1.1キロメートル）
- 衣浦港第5号灯浮標 愛知県衣浦港（衣浦港武豊灯台の東北東方約1.7キロメートル）
- 衣浦港第6号灯浮標 愛知県衣浦港（衣浦港武豊灯台の東北東方約1.7キロメートル）
- 一色港沖灯浮標 一色港西防波堤灯台（愛知県西尾市）の南南西方約3.5キロメートル
- 下瀬礁西方A灯浮標 下瀬礁灯標（愛知県知多郡南知多町）の南南西方約320メートル
- 下瀬礁西方B灯浮標 下瀬礁灯標（愛知県知多郡南知多町）の北西方約230メートル
- 蒲郡港第1号灯浮標 愛知県蒲郡港内（蒲郡港東防波堤灯台の南南西方約5.9キロメートル)
- 蒲郡港第2号灯浮標 愛知県蒲郡港内（蒲郡港東防波堤灯台の南方約5.9キロメートル）
- 蒲郡港第5号灯浮標 愛知県蒲郡港内（蒲郡港東防波堤灯台の南南西方約2.8キロメートル）
- 蒲郡港第8号灯浮標 愛知県蒲郡港内（蒲郡港東防波堤灯台の南方約2.2キロメートル）
- 蒲郡港木材泊地第1号灯浮標 愛知県蒲郡港内（形原港北防波堤灯台の東方約2.4キロメートル）
- 蒲郡港木材泊地第3号灯浮標 愛知県蒲郡港内（形原港北防波堤灯台の北東方約1.7キロメートル）
- 蒲郡木材泊地第3号灯浮標 愛知県蒲郡港内（形原港北防波堤灯台の東北東方約1.8キロメートル）
- 吉田港口灯浮標 梶島（愛知県幡豆郡幡豆町）の西方約1.8キロメートル
- 広瀬灯浮標 常滑港南防波堤灯台（愛知県常滑港）の南西方約5.0キロメートル
- 三河蒲郡第5号灯浮標 愛知県三河港（三河港蒲郡東防波堤西灯台の南南西方約2.8キロメートル）
- 三河蒲郡第7号灯浮標 愛知県三河港（三河港蒲郡東防波堤西灯台の南南西方約2.2キロメートル）
- 三河蒲郡第8号灯浮標 愛知県三河港（三河港蒲郡東防波堤西灯台の南方約2.2キロメートル）
- 三河港蒲郡材木泊地第3号灯浮標 愛知県三河港（三河港形原北防波堤灯台の北東方約1.7キロメートル）
- 三河港蒲郡第1号灯浮標 愛知県三河港（三河港蒲郡東防波堤西灯台の南南西方約5.9キロメートル）
- 三河港蒲郡第2号灯浮標 愛知県三河港（三河港蒲郡東防波堤西灯台の南方約5.9キロメートル）
- 三河港蒲郡第3号灯浮標 愛知県三河港（三河港蒲郡東防波堤西灯台の南南西方約4.0キロメートル）
- 三河港蒲郡第4号灯浮標 愛知県三河港（三河港蒲郡東防波堤西灯台の南方約4.0キロメートル）
- 三河港蒲郡第5号灯浮標 愛知県三河港内（三河港蒲郡東防波堤西灯台の南南西方約2.8キロメートル）
- 三河港蒲郡第7号灯浮標 愛知県三河港内（三河港蒲郡東防波堤西灯台の南南西方約2.2キロメートル）
- 三河港蒲郡第8号灯浮標 愛知県三河港内（三河港蒲郡東防波堤西灯台の南方約2.2キロメートル）
- 三河港蒲郡木材泊地第1号灯浮標 愛知県三河港（三河港形原東防波堤南灯台の東北東方約2.3キロメートル）
- 三河港蒲郡木材泊地第3号灯浮標 愛知県三河港（三河港形原東防波堤南灯台の北東方約2.1キロメートル）
- 三河港豊橋第1号灯浮標 愛知県三河港内（三河港神野北防波堤南灯台の西南西方約3.1キロメートル）
- 三河港豊橋第2号灯浮標 愛知県三河港内（三河港神野北防波堤南灯台の西南西方約3.3キロメートル）
- 三河港豊橋第3号灯浮標 愛知県三河港内（三河港神野北防波堤南灯台の西南西方約1.3キロメートル）
- 三河港豊橋第4号灯浮標 愛知県三河港内（三河港神野北防波堤南灯台の西南西方約1.4キロメートル）
- 三河港豊橋第5号灯浮標 愛知県三河港内（三河港神野北防波堤南灯台の東方約590メートル）
- 三河港豊橋第6号灯浮標 愛知県三河港内（三河港神野北防波堤南灯台の東南東方約840メートル）
- 三河港豊橋第7号灯浮標 愛知県三河港内（三河港神野北防波堤南灯台の東方約2.6キロメートル）
- 三河港豊橋第8号灯浮標 愛知県三河港内（三河港神野北防波堤南灯台の東南東方約2.6キロメートル）
- 三河港豊橋第10号灯浮標 愛知県三河港（三河港神野北防波堤南灯台の東南東方約4.2キロメートル）
- 篠島港灯浮標 愛知県篠島港（篠島港沖防波堤北灯台の北東方約450メートル）
- 常滑港口灯浮標 常滑港南防波堤灯台（愛知県常滑市）の南南西方約1.8キロメートル
- 常滑港第2号灯浮標 愛知県常滑港（常滑港南防波堤灯台の南南西方約1.9キロメートル）
- 常滑港第3号灯浮標 愛知県常滑港（常滑港南防波堤灯台の南南西方約1.6キロメートル）
- 常滑港第4号灯浮標 愛知県常滑港（常滑港南防波堤灯台の南南西方約1.4キロメートル）
- 水荷浦鼻沖灯浮標 坊主碆灯標（愛知県宇和島市）の西方約1.0キロメートル
- 錐ヶ瀬灯浮標 引出鼻灯台（愛知県宇和島市）の西方約1.4キロメートル
- 生田鼻沖灯浮標 波ケ埼灯台（愛知県西尾市）の北西方約2.9キロメートル
- 朝日礁灯浮標 伊良湖岬灯台（愛知県田原市）の南西方約1.6キロメートル
- 東ノ島灯浮標 橋田鼻灯台（愛知県蒲郡市）の西方約5.7キロメートル
- 豊橋港第1号灯浮標 愛知県豊橋港内（笠山三角点の西北西方約4.7キロメートル)
- 豊橋港第2号灯浮標 愛知県豊橋港内（笠山三角点の西北西方約4.5キロメートル)
- 豊橋港第3号灯浮標 愛知県豊橋港内（笠山三角点の北北西方約3.7キロメートル）
- 豊橋港第4号灯浮標 愛知県豊橋港内（笠山三角点の北西方約3.3キロメートル）
- 豊橋港第5号灯浮標 愛知県豊橋港内（笠山三角点の北方約3.5キロメートル）
- 豊橋港第6号灯浮標 愛知県豊橋港内（笠山三角点の北方約3.2キロメートル）
- 豊橋港第7号灯浮標 愛知県豊橋港内（笠山三角点の北東方約3.7キロメートル）
- 豊橋港第8号灯浮標 愛知県豊橋港内（笠山三角点の北北東方約3.3キロメートル）
- 名吉屋港西航路第2号灯浮標 愛知県名古屋港第6区内（名古屋港高潮防波堤中央堤西灯台の南西方約2.1キロメートル）
- 名古屋港9号地南第1号灯浮標 愛知県名古屋港第2区内（金城信号所の東北東方約2.6キロメートル）
- 名古屋港9号地南第1号灯浮標 愛知県名古屋港内（金城信号所の東北東方約2.6キロメートル）
- 名古屋港稲永ふ頭北東灯浮標 愛知県名古屋港第1区内（名古屋北信号所の西南西方約990メートル）
- 名古屋港稲永ふ頭北東方灯浮標 愛知県名古屋港第1区内（名古屋北信号所の西南西方約990メートル）
- 名古屋港稲永灯浮標 愛知県名古屋港第1区内（荒子川口）
- 名古屋港外港第一航路第2号灯浮標 愛知県名古屋港内（伊勢湾灯標の北方約1.6キロメートル）
- 名古屋港外港第一航路第3号灯浮標 愛知県名古屋港内（名古屋港高潮防波堤中央堤東灯台の南南西方約3.8キロメートル）
- 名古屋港外港第一航路第4号灯浮標 愛知県名古屋港内（名古屋港高潮防波堤中央堤東灯台の南南西方約4.1キロメートル）
- 名古屋港外港第一航路第5号灯浮標 愛知県名古屋港内（名古屋港高潮防波堤中央堤東灯台の南南西方約1.9キロメートル）
- 名古屋港外港第一航路第6号灯浮標 愛知県名古屋港内（名古屋港高潮防波堤中央堤東灯台の南南西方約1.7キロメートル）
- 名古屋港外港第一航路第7号灯浮標 愛知県名古屋港内（名古屋港高潮防波堤中央堤東灯台の南東方約180メートル）
- 名古屋港外港第一航路第10号灯浮標 愛知県名古屋港内（名古屋港高潮防波堤中央堤東灯台の東北東方約1.0キロメートル）
- 名古屋港外港第一航路第11号灯浮標 愛知県名古屋港内（名古屋港高潮防波堤中央堤東灯台の北東方約2.6キロメートル）
- 名古屋港外港第一航路第12号灯浮標 愛知県名古屋港内（名古屋港高潮防波堤中央堤東灯台の北東方約2.7キロメートル）
- 名古屋港外港第一航路第13号灯浮標 愛知県名古屋港内（金城信号所の南方約650メートル）
- 名古屋港外港第二航路第1号灯浮標 愛知県名古屋港内（名古屋港高潮防波堤中央堤西灯台の南西方約2.1キロメートル）
- 名古屋港外港第二航路第2号灯浮標 愛知県名古屋港内（名古屋港高潮防波堤中央堤西灯台の南西方約2.1キロメートル）
- 名古屋港外港第二航路第3号灯浮標 愛知県名古屋港内（名古屋港高潮防波堤中央堤西灯台の北西方約340メートル）
- 名古屋港外港第二航路第4号灯浮標 愛知県名古屋港内（名古屋港高潮防波堤中央堤西灯台の北西方約120メートル）
- 名古屋港外港第二航路第5号灯浮標 愛知県名古屋港内（名古屋港高潮防波堤中央堤西灯台の北方約570メートル）
- 名古屋港外港第二航路第6号灯浮標 愛知県名古屋港内（名古屋港高潮防波堤中央堤西灯台の北北東方約700メートル）
- 名古屋港外港第二航路第7号灯浮標 愛知県名古屋港内（名古屋港高潮防波堤中央堤西灯台の北北東方約1.4キロメートル）
- 名古屋港外港第二航路第8号灯浮標 愛知県名古屋港内（名古屋港高潮防波堤中央堤西灯台の北東方約1.3キロメートル）
- 名古屋港外港第二航路第10号灯浮標 愛知県名古屋港内（名古屋港高潮防波堤中央堤西灯台の北東方約2.1キロメートル）
- 名古屋港外港第二航路第12号灯浮標 愛知県名古屋港内（名古屋港高潮防波堤中央堤東灯台の北北東方約3.0キロメートル）
- 名古屋港庄内川導流堤南方灯浮標 愛知県名古屋港第4区内（金城信号所の北北西方約3.0キロメートル)
- 名古屋港西2区東灯浮標 愛知県名古屋港第4区内（金城信号所の北北西方約3.1キロメートル）
- 名古屋港西4区西灯浮標 愛知県名古屋港第4区内（名古屋港高潮防波堤中央堤西灯台の北北東方約2.5キロメートル）
- 名古屋港西航路第1号灯浮標 愛知県名古屋港第6区内（名古屋港高潮防波堤中央堤西灯台の南西方約4.3キロメートル）
- 名古屋港西航路第2号灯浮標 愛知県名古屋港第6区内（名古屋港高潮防波堤中央堤西灯台の南西方約4.3キロメートル）
- 名古屋港西航路第3号灯浮標 愛知県名古屋港第6区内（名古屋港高潮防波堤中央堤西灯台の南西方約2.1キロメートル）
- 名古屋港西航路第4号灯浮標 愛知県名古屋港第6区内（名古屋港高潮防波堤中央堤西灯台の南西方約2.1キロメートル）
- 名古屋港西航路第5号灯浮標 愛知県名古屋港第4区内（名古屋港高潮防波堤中央堤西灯台の北西方約420メートル）
- 名古屋港西航路第6号灯浮標 愛知県名古屋港内（名古屋港高潮防波堤中央堤西灯台の北北東方約700メートル）
- 名古屋港西航路第7号灯浮標 愛知県名古屋港第4区内（名古屋港高潮防波堤中央堤西灯台の北北東方約1.4キロメートル）
- 名古屋港西航路第8号灯浮標 愛知県名古屋港第4区内（名古屋港高潮防波堤中央堤西灯台の北東方約880メートル）
- 名古屋港西航路第9号灯浮標 愛知県名古屋港第4区内（名古屋港高潮防波堤中央堤西灯台の北北東方約1.4キロメートル）
- 名古屋港西航路第10号灯浮標 愛知県名古屋港第4区（名古屋港高潮防波堤中央堤西灯台の北東方約1.4キロメートル）
- 名古屋港西航路第12号灯浮標 愛知県名古屋港第4区（名古屋港高潮防波堤中央堤西灯台の北東方約2.1キロメートル）
- 名古屋港西航路第14号灯浮標 愛知県名古屋港第4区（名古屋港高潮防波堤中央堤東灯台の北北東方約3.0キロメートル）
- 名古屋港第15号灯浮標 愛知県名古屋港内（金城信号所の北北東方約2.8キロメートル）
- 名古屋港第17号灯浮標 愛知県名古屋港内（金城信号所の北北東方約3.6キロメートル）
- 名古屋港第2号灯浮標 愛知県名古屋港内（名古屋港高潮防波堤中央堤東灯台の南南西方約4.1キロメートル）
- 名古屋港第9号灯浮標 愛知県名古屋港内（名古屋港高潮防波堤中央堤東灯台の北東方約2.6キロメートル）
- 名古屋港潮見ふ頭南灯浮標 愛知県名古屋港第2区内（金城信号所の東北東方約2.6キロメートル）
- 名古屋港潮見ふ頭南方灯浮標 愛知県名古屋港第2区内（金城信号所の東北東方約2.6キロメートル）
- 名古屋港東航路第2号灯浮標 愛知県名古屋港第6区内（伊勢湾灯標の北方約1.6キロメートル)
- 名古屋港東航路第3号灯浮標 愛知県名古屋港第5区内（名古屋港高潮防波堤中央堤東灯台の南南西方約3.8キロメートル）
- 名古屋港東航路第4号灯浮標 愛知県名古屋港第5区（名古屋港高潮防波堤中央堤東灯台の南南西方約3.8キロメートル）
- 名古屋港東航路第5号灯浮標 愛知県名古屋港第6区内（名古屋港高潮防波堤中央堤東灯台の南南西方約1.9キロメートル）
- 名古屋港東航路第6号仮設灯浮標 愛知県名古屋港第5区（名古屋港高潮防波堤中央堤東灯台の南南西方約1.7キロメートル）
- 名古屋港東航路第6号灯浮標 愛知県名古屋港第5区内（名古屋港高潮防波堤中央堤東灯台の南南西方約1.7キロメートル）
- 名古屋港東航路第7号灯浮標 愛知県名古屋港第4区内（名古屋港高潮防波堤中央堤東灯台の南東方約180メートル）
- 名古屋港東航路第8号灯浮標 愛知県名古屋港第5区内（名古屋港高潮防波堤中央堤東灯台の南東方約600メートル）
- 名古屋港東航路第10号灯浮標 愛知県名古屋港第3区内（名古屋港高潮防波堤中央堤東灯台の東北東方約1.1キロメートル）
- 名古屋港東航路第11号灯浮標 愛知県名古屋港第4区内（名古屋港高潮防波堤中央堤東灯台の北東方約2.6キロメートル）
- 名古屋港東航路第12号灯浮標 愛知県名古屋港第3区内（名古屋港高潮防波堤中央堤東灯台の北東方約2.7キロメートル）
- 名古屋港内港航路第1号灯浮標 愛知県名古屋港内（金城信号所の東方約520メートル）
- 名古屋港内港航路第2号灯浮標 愛知県名古屋港内（金城信号所の東方約900メートル）
- 名古屋港内港航路第3号灯浮標 愛知県名古屋港内（金城信号所の北北東方約2.2キロメートル）
- 名古屋港内港航路第4号灯浮標 愛知県名古屋港内（金城信号所の北東方約2.2キロメートル）
- 名古屋港内港航路第5号灯浮標 愛知県名古屋港内（金城信号所の北北東方約3.6キロメートル）
- 名古屋港内港航路第6号灯浮標 愛知県名古屋港内（金城信号所の北北東方約4.2キロメートル）
- 名古屋港飛島ふ頭西灯浮標 愛知県名古屋港第4区内（名古屋港高潮防波堤中央堤西灯台の北北東方約2.5キロメートル）
- 名古屋港北航路第1号灯浮標 愛知県名古屋港第4区内（金城信号所の南方約750メートル）
- 名古屋港北航路第3号灯浮標 愛知県名古屋港第1区内（金城信号所の東方約580メートル）
- 名古屋港北航路第4号灯浮標 愛知県名古屋港第3区内（金城信号所の東方約870メートル）
- 名古屋港北航路第5号灯浮標 愛知県名古屋港第1区内（金城信号所の北北東方約2.2キロメートル）
- 名古屋港北航路第6号灯浮標 愛知県名古屋港第2区内（金城信号所の北東方約2.1キロメートル）
- 名古屋港北航路第7号灯浮標 愛知県名古屋港第1区内（金城信号所の北北東方約3.5キロメートル）
- 名古屋港北航路第10号灯浮標 愛知県名古屋港第1区内（金城信号所の北北東方約4.1キロメートル）
- 名古屋港木場金岡ふ頭東灯浮標 愛知県名古屋港第4区内（金城信号所の北北西方約3.1キロメートル）
- 木曽川口灯浮標 名古屋港高潮防波堤中央堤西灯台（愛知県名古屋港第6区）の西南西方約4.5キロメートル
- 矢作川口沖灯浮標 栄生灯台（愛知県西尾市）の南西方約3.9キロメートル

## 橋梁標
- 港西大橋橋梁標（C4標） 愛知県名古屋港第4区内（金城信号所の北北西方約2.2キロメートル）
- 中部国際空港連絡鉄道橋橋梁標（C2標） 愛知県常滑港（中部国際空港連絡鉄道橋南側面中央）
- 中部国際空港連絡鉄道橋橋梁標（L2標） 中部国際空港連絡鉄道橋橋梁標（C2標）の北東方約31メートル
- 中部国際空港連絡鉄道橋橋梁標（R2標） 中部国際空港連絡鉄道橋橋梁標（C2標）の南西方約31メートル
- 中部国際空港連絡道路橋橋梁標（C1標） 愛知県常滑港（中部国際空港連絡道路橋北側面中央）
- 中部国際空港連絡道路橋橋梁標（L1標） 中部国際空港連絡道路橋橋梁標（C1標）の北東方約31メートル
- 中部国際空港連絡道路橋橋梁標（R1標） 中部国際空港連絡道路橋橋梁標（C1標）の南西方約31メートル
- 名港西大橋橋梁標（C3標） 愛知県名古屋港第4区内（金城信号所の北北西方約2.1キロメートル）
- 名港西大橋橋梁標（C4標） 愛知県名古屋港第4区内（金城信号所の北北西方約2.2キロメートル）
- 名港西大橋橋梁標（L1標） 名港西大橋橋梁標（C3標）の西方約360メートル
- 名港西大橋橋梁標（L2棟） 名港西大橋橋梁標（C4標）の西方約360メートル
- 名港西大橋橋梁標（L2標） 名港西大橋橋梁標（C4標）の西方約360メートル
- 名港西大橋橋梁標（L3標） 名港西大橋橋梁標（C3標）の西方約120メートル
- 名港西大橋橋梁標（L4標） 名港西大橋橋梁標（C4標）の西方約120メートル
- 名港西大橋橋梁標（L5標） 名港西大橋橋梁標（C3標）の東方約240メートル
- 名港西大橋橋梁標（L6標） 名港西大橋橋梁標（C4標）の東方約240メートル
- 名港西大橋橋梁標（R1標） 名港西大橋橋梁標（C3標）の西方約230メートル
- 名港西大橋橋梁標（R2標） 名港西大橋橋梁標（C4標）の西方約230メートル
- 名港西大橋橋梁標（R3標） 名港西大橋橋梁標（C3標）の東方約120メートル
- 名港西大橋橋梁標（R4標） 名港西大橋橋梁標（C4標）の東方約120メートル
- 名港西大橋橋梁標（R5標） 名港西大橋橋梁標（C3標）の東方約330メートル
- 名港西大橋橋梁標（R6標） 名港西大橋橋梁標（C4標）の東方約330メートル
- 名港中央大橋橋梁標（C3標） 愛知県名古屋港第1区内（金城信号所の北北東方約2.4キロメートル）
- 名港中央大橋橋梁標（C4標） 愛知県名古屋港第1区内（金城信号所の北北東方約2.4キロメートル）
- 名港中央大橋橋梁標（L1標） 名港中央大橋橋梁標（C3標）の西方約550メートル
- 名港中央大橋橋梁標（L2標） 名港中央大橋橋梁標（C4標）の西方約550メートル
- 名港中央大橋橋梁標（L3標） 名港中央大橋橋梁標（C3標）の西方約150メートル
- 名港中央大橋橋梁標（L4標） 名港中央大橋橋梁標（C4標）の西方約150メートル
- 名港中央大橋橋梁標（L5標） 名港中央大橋橋梁標（C3標）の東方約350メートル
- 名港中央大橋橋梁標（L6標） 名港中央大橋橋梁標（C4標）の東方約350メートル
- 名港中央大橋橋梁標（R1標） 名港中央大橋橋梁標（C3標）の西方約350メートル
- 名港中央大橋橋梁標（R2標） 名港中央大橋橋梁標（C4標）の西方約350メートル
- 名港中央大橋橋梁標（R3標） 名港中央大橋橋梁標（C3標）の東方約150メートル
- 名港中央大橋橋梁標（R4標） 名港中央大橋橋梁標（C4標）の東方約150メートル
- 名港中央大橋橋梁標（R5標） 名港中央大橋橋梁標（C3標）の東方約550メートル
- 名港中央大橋橋梁標（R6標） 名港中央大橋橋梁標（C4標）の東方約550メートル
- 名港東大橋橋梁標（C1標） 愛知県名古屋港第2区内（金城信号所の北東方約3.6キロメートル）
- 名港東大橋橋梁標（C2標） 愛知県名古屋港第2区内（金城信号所の北東方約3.6キロメートル）
- 名港東大橋橋梁標（L1標） 名港東大橋橋梁標（C1標）の西北西方約180メートル
- 名港東大橋橋梁標（L2標） 名港東大橋橋梁標（C2標）の西北西方約180メートル
- 名港東大橋橋梁標（R1標） 名港東大橋橋梁標（C1標）の東南東方約160メートル
- 名港東大橋橋梁標（R2標） 名港東大橋橋梁標（C2標）の東南東方約160メートル

## 橋梁灯
- 衣浦ポートアイランド橋橋梁灯（L1灯） 愛知県衣浦港（衣浦ポートアイランド橋南側面左側端）
- 衣浦ポートアイランド橋橋梁灯（P1灯） 愛知県衣浦港（衣浦ポートアイランド橋橋梁灯（L1灯）の西方約14メートル）
- 衣浦ポートアイランド橋橋梁灯（P2灯） 愛知県衣浦港（衣浦ポートアイランド橋橋梁灯（L1灯）の西北西方約17メートル）
- 衣浦ポートアイランド橋橋梁灯（P3灯） 愛知県衣浦港（衣浦ポートアイランド橋橋梁灯（L1灯）の東北東方約53メートル）
- 衣浦ポートアイランド橋橋梁灯（P4灯） 愛知県衣浦港（衣浦ポートアイランド橋橋梁灯（L1灯）の東北東方約54メートル）
- 衣浦ポートアイランド橋橋梁灯（R1灯） 愛知県衣浦港（衣浦ポートアイランド橋橋梁灯（L1灯）の東北東方約41メートル）
- 中部国際空港連絡鉄道橋橋梁灯（C2灯） 愛知県常滑港（中部国際空港連絡鉄道橋南側面中央）
- 中部国際空港連絡鉄道橋橋梁灯（L2灯） 中部国際空港連絡鉄道橋橋梁灯（C2灯）の北東方約31メートル
- 中部国際空港連絡鉄道橋橋梁灯（P10灯） 中部国際空港連絡鉄道橋橋梁灯（C2灯）の北東方約250メートル
- 中部国際空港連絡鉄道橋橋梁灯（P12灯） 中部国際空港連絡鉄道橋橋梁灯（C2灯）の北東方約150メートル
- 中部国際空港連絡鉄道橋橋梁灯（P14灯） 中部国際空港連絡鉄道橋橋梁灯（C2灯）の北東方約50メートル
- 中部国際空港連絡鉄道橋橋梁灯（P16灯） 中部国際空港連絡鉄道橋橋梁灯（C2灯）の南西方約50メートル
- 中部国際空港連絡鉄道橋橋梁灯（P18灯） 中部国際空港連絡鉄道橋橋梁灯（C2灯）の南西方約150メートル
- 中部国際空港連絡鉄道橋橋梁灯（P20灯） 中部国際空港連絡鉄道橋橋梁灯（C2灯）の南西方約250メートル
- 中部国際空港連絡鉄道橋橋梁灯（P22灯） 中部国際空港連絡鉄道橋橋梁灯（C2灯）の南西方約350メートル
- 中部国際空港連絡鉄道橋橋梁灯（P24灯） 中部国際空港連絡鉄道橋橋梁灯（C2灯）の南西方約450メートル
- 中部国際空港連絡鉄道橋橋梁灯（P26灯） 中部国際空港連絡鉄道橋橋梁灯（C2灯）の南西方約520メートル
- 中部国際空港連絡鉄道橋橋梁灯（P4灯） 中部国際空港連絡鉄道橋橋梁灯（C2灯）の北東方約540メートル
- 中部国際空港連絡鉄道橋橋梁灯（P6灯） 中部国際空港連絡鉄道橋橋梁灯（C2灯）の北東方約450メートル
- 中部国際空港連絡鉄道橋橋梁灯（P8灯） 中部国際空港連絡鉄道橋橋梁灯（C2灯）の北東方約350メートル
- 中部国際空港連絡鉄道橋橋梁灯（R2灯） 中部国際空港連絡鉄道橋橋梁灯（C2灯）の南西方約31メートル
- 中部国際空港連絡道路橋橋梁灯（C1灯） 愛知県常滑港（中部国際空港連絡道路橋北側面中央）
- 中部国際空港連絡道路橋橋梁灯（L1灯） 中部国際空港連絡道路橋橋梁灯（C1灯）の北東方約31メートル
- 中部国際空港連絡道路橋橋梁灯（P11灯） 中部国際空港連絡道路橋橋梁灯（C1灯）の北東方約150メートル
- 中部国際空港連絡道路橋橋梁灯（P13灯） 中部国際空港連絡道路橋橋梁灯（C1灯）の北東方約51メートル
- 中部国際空港連絡道路橋橋梁灯（P15灯） 中部国際空港連絡道路橋橋梁灯（C1灯）の南西方約50メートル
- 中部国際空港連絡道路橋橋梁灯（P17灯） 中部国際空港連絡道路橋橋梁灯（C1灯）の南西方約150メートル
- 中部国際空港連絡道路橋橋梁灯（P19灯） 中部国際空港連絡道路橋橋梁灯（C1灯）の南西方約250メートル
- 中部国際空港連絡道路橋橋梁灯（P1灯） 中部国際空港連絡道路橋橋梁灯（C1灯）の北東方約590メートル
- 中部国際空港連絡道路橋橋梁灯（P21灯） 中部国際空港連絡道路橋橋梁灯（C1灯）の南西方約350メートル
- 中部国際空港連絡道路橋橋梁灯（P23灯） 中部国際空港連絡道路橋橋梁灯（C1灯）の南西方約440メートル
- 中部国際空港連絡道路橋橋梁灯（P25灯） 中部国際空港連絡道路橋橋梁灯（C1灯）の南西方約520メートル
- 中部国際空港連絡道路橋橋梁灯（P3灯） 中部国際空港連絡道路橋橋梁灯（C1灯）の北東方約520メートル
- 中部国際空港連絡道路橋橋梁灯（P5灯） 中部国際空港連絡道路橋橋梁灯（C1灯）の北東方約440メートル
- 中部国際空港連絡道路橋橋梁灯（P7灯） 中部国際空港連絡道路橋橋梁灯（C1灯）の北東方約350メートル
- 中部国際空港連絡道路橋橋梁灯（P9灯） 中部国際空港連絡道路橋橋梁灯（C1灯）の北東方約250メートル
- 中部国際空港連絡道路橋橋梁灯（R1灯） 中部国際空港連絡道路橋橋梁灯（C1灯）の南西方約31メートル
- 名港西大橋橋梁灯（C3灯） 愛知県名古屋港第4区内（金城信号所の北北西方約2.1キロメートル）
- 名港西大橋橋梁灯（C4灯） 愛知県名古屋港第4区内（金城信号所の北北西方約2.2キロメートル）
- 名港西大橋橋梁灯（L1灯） 名港西大橋橋梁灯（C3灯）の西方約360メートル
- 名港西大橋橋梁灯（L2灯） 名港西大橋橋梁灯（C4灯）の西方約360メートル
- 名港西大橋橋梁灯（L3灯） 名港西大橋橋梁灯（C3灯）の西方約120メートル
- 名港西大橋橋梁灯（L4灯） 名港西大橋橋梁灯（C4灯）の西方約120メートル
- 名港西大橋橋梁灯（L5灯） 名港西大橋橋梁灯（C3灯）の東方約240メートル
- 名港西大橋橋梁灯（L6灯） 名港西大橋橋梁灯（C4灯）の東方約240メートル
- 名港西大橋橋梁灯（P1灯） 名港西大橋橋梁灯（C3灯）の西方約200メートル
- 名港西大橋橋梁灯（P2灯） 名港西大橋橋梁灯（C3灯）の西方約200メートル
- 名港西大橋橋梁灯（P3灯） 名港西大橋橋梁灯（C3灯）の東方約200メートル
- 名港西大橋橋梁灯（P4灯） 名港西大橋橋梁灯（C3灯）の東方約200メートル
- 名港西大橋橋梁灯（R1灯） 名港西大橋橋梁灯（C3灯）の西方約200メートル
- 名港西大橋橋梁灯（R2灯） 名港西大橋橋梁灯（C4灯）の西方約200メートル
- 名港西大橋橋梁灯（R3灯） 名港西大橋橋梁灯（C3灯）の東方約120メートル
- 名港西大橋橋梁灯（R4灯） 名港西大橋橋梁灯（C4灯）の東方約120メートル
- 名港西大橋橋梁灯（R5灯） 名港西大橋橋梁灯（C3灯）の東方約330メートル
- 名港西大橋橋梁灯（R6灯） 名港西大橋橋梁灯（C4灯）の東方約330メートル
- 名港中央大橋橋梁灯（C3灯） 愛知県名古屋港第1区内（金城信号所の北北東方約2.4キロメートル）
- 名港中央大橋橋梁灯（L1灯） 名港中央大橋橋梁灯（C3灯）の西方約550メートル
- 名港中央大橋橋梁灯（L3灯） 名港中央大橋橋梁灯（C3灯）の西方約150メートル
- 名港中央大橋橋梁灯（L5灯） 名港中央大橋橋梁灯（C3灯）の東方約350メートル
- 名港中央大橋橋梁灯（P1灯） 名港中央大橋橋梁灯（C3灯）の西方約300メートル
- 名港中央大橋橋梁灯（P2灯） 名港中央大橋橋梁灯（C3灯）の西方約300メートル
- 名港中央大橋橋梁灯（P3灯） 名港中央大橋橋梁灯（C3灯）の東方約290メートル
- 名港中央大橋橋梁灯（P4灯） 名港中央大橋橋梁灯（C3灯）の東方約290メートル
- 名港中央大橋橋梁灯（R1灯） 名港中央大橋橋梁灯（C3灯）の西方約350メートル
- 名港中央大橋橋梁灯（R3灯） 名港中央大橋橋梁灯（C3灯）の東方約140メートル
- 名港中央大橋橋梁灯（R5灯） 名港中央大橋橋梁灯（C3灯）の東方約550メートル
- 名港東大橋橋梁灯（C1灯） 愛知県名古屋港第2区内（金城信号所の北東方約3.6キロメートル）
- 名港東大橋橋梁灯（L1灯） 名港東大橋橋梁灯（C1灯）の西北西方約180メートル
- 名港東大橋橋梁灯（P1灯） 名港東大橋橋梁灯（C1灯）の西方約210メートル
- 名港東大橋橋梁灯（P3灯） 名港東大橋橋梁灯（C1灯）の東南東方約200メートル
- 名港東大橋橋梁灯（P4灯） 名港東大橋橋梁灯（C1灯）の東方約200メートル
- 名港東大橋橋梁灯（R1灯） 名港東大橋橋梁灯（C1灯）の東南東方約160メートル

## その他
- 伊勢湾シーバース灯 伊勢湾灯標（愛知県名古屋港第5区）の西南西方約5.0キロメートル
- 角石無線方位信号所 羽豆埼（愛知県知多郡南知多町）の北東方約1.6キロメートル（角石灯標）
- 金城船舶通航信号所 愛知県名古屋市港区（金城ふ頭南端）
- 蒲郡港第7号浮標 愛知県蒲郡港内（蒲郡港東防波堤灯台の南南西方約2.2キロメートル）
- 中部国際空港南進入灯施設先端灯 常滑港南防波堤灯台（愛知県常滑港）の南南西方約5.3キロメートル
- 中部国際空港北進入灯施設先端灯 常滑港南防波堤灯台（愛知県常滑市）の西方約3.4キロメートル
- 名古屋ディファレンシャルGPS局 愛知県名古屋港（金城ふ頭）
- 名古屋船舶通航信号所 愛知県名古屋市港区